# 社会科学高等学院
社會科學高等學院（法語：École des Hautes Études en Sciences Sociales，缩写为EHESS）位於巴黎第六區，是法國一所高等學院，建立於1947年，原先是高等研究應用學院（École pratique des hautes études）第六学部。其目標為“以社会科學實踐研究培養研究生”。其中最为著名的有诺贝尔经济学得主让·梯若尔、社会学家、哲学家、政治学家雷蒙·阿隆、出色的符號學家與文学作家罗兰·巴特、神经科学Stanislas Dehaene、女性诺贝尔经济奖得主埃丝特·迪弗洛、哲學家雅克·马里顿、人類學家克勞德·李維-史陀、語言學家罗曼·雅各布森。該校只招收碩士、博士研究生，並向高年级大學生提供高水平的課程，培養學生的研究能力。“她特别是在法國現代社會科學模式的轉型、認知科學和交叉學科研究的形成，以及關於人的科學等研究發展方面，起了巨大且獨一無二的推動作用。並從那時候起，確立了自己的立院宗旨：致力於對社會中人的研究。試圖對人文社會學科的現代危機進行反思，重新對科學的研究對象和研究界線進行探求。

## 介紹
法国社会科学高等研究院，最重要的主要功能是進行研究与教学，只招收硕士和博士研究生，向高年级大学生提供高水平的课程，培养学生的研究能力，并隶属于素有法国精英教育之称的“大学校”系统。
社会科学高等研究院是根据法兰西共和国第85-427条法令（著名的索瓦热法令Loi Sauvage）创立的国立高等研究学院，它的宗旨是推动和加速法国社会科学教育和研究的发展。她属于法国教育体系中的“大学校”（这一体系中还包括巴黎高等师范学校、巴黎高等政治学院、巴黎高等艺术学院、法国高等研究实践学院等等），独立于公立大学体系之外。同时又和法兰西学院、法国国家科研中心（CNRS）一样，是一个专门的公立研究机构。该校本来是法国高等研究实践学院（École Pratique des Hautes Études，EPHE，1868年创建）中的第六部，即社会科学学部，由著名的法国年鑑學派的历史学家、地理学家費爾南·布勞岱爾和作为年鉴学派创始之一的著名历史学家呂西安·費夫爾创建于1945年，后于1975年独立出来，成为法国社会科学高等研究院。
学校从创建初期开始便成为了法国乃至欧洲的人文社会科学研究的重镇。实际上，法国社会科学高等研究院的创建本身就构成了第二次世界大战以后法国人文社会科学发展历史进程中的重大事件，被人们称为是一个“关键的转折点”。她特别是在法国现代社会科学模式的转型、认知科学和交叉学科研究的形成以及关于人的科学的研究发展等方面起到了独一无二的巨大推动作用。从那个时候起，她就确立了自己的立院宗旨：“致力于对社会中的人的研究。试图对人文社会学科的现代危机进行反思，重新对科学的研究对象和研究边界进行探求。
从其早期仍作为高等研究实践学院的一个分支学部开始，她便拥有一大批举世闻名的社会科学方面的专家学者，并在上世纪一直成为法国年鉴学派、法国结构主义等重大思潮和思想运动的策源地与中心。曾在该校执教的教授学者除了费尔南·布罗岱尔和吕西安·费弗尔之外，还包括克勞德·李維-史陀、埃马纽埃尔·勒鲁瓦·拉迪里、雅克·勒高夫、布尔当斯基(Luc Boltanski)、皮耶·布迪厄，罗兰·巴特，雅克·德里达，雅各·拉岡、戈德曼(Lucien Goldmann)、德贡布（Vincent Descombes）、亞歷山大·夸黑、阿兰·图雷纳、米兰·昆德拉、阿方斯·迪普龙、路易·杜蒙等等。
法国社会科学高等研究院涵盖了人文学科与社会科学的方方面面，并一直倡导并致力于多学科的交叉研究，是法国人文社会科学交叉学科研究的典范和领头羊。该校的传统优势科目包括历史学、人类学、社会学、心理学、哲学、政治科学等等，特别是在历史学、人类学、社会学方面拥有深厚的积淀和研究传统，并与其他许多研究机构和学校有着密切的合作联系，比如人类学方面，她和法兰西学院共创的社会人类学实验室LAS（列维-斯特劳斯创建于1960年）一直是法国人类学的研究中心，并拥有著名的《人类》（L’Homme）等学术期刊。除此以外，该校在东亚研究和汉学研究方面也一直在法国遥遥领先。　
法国社会科学高等研究院学科设置包括历史学，人类学，社会学，经济学，地理学，语言学、心理学与语言科学、认知科学、政治科学、哲学与数学等。该校拥有47个研究中心，其中37个是和法国国家科研中心（CNRS）联合创立的。300位教师，500位研究人员，450位工程师和技术人员，3000名在校学生。每年还邀请世界各地的150多名教授学者前来讲学和从事研究。该校一直是法国人文与社会科学研究和人才培养的重要基地，学院颁发深入研究文凭(DEA) 、博士文凭（le doctorat）以及学院自己的文凭，同时还与其他学校合作联合培养博士生。它尤其拥有“社会人类学和人种学”博士研究生院。学制一般为三年，根据考生材料择优录取学生，由每位教师认定学生是否具备听取课程的各项条件。　
法国高等社会科学研究院是“巴黎大学联盟”（l'Alliance Paris-Universitas）六个成员学校之一，另外五所学校分别是巴黎高等师范学校、巴黎二大、巴黎三大、巴黎六大、巴黎九大。除此以外，她还入选了法国“校园计划”，用法国高等教育和研究部长佩克雷斯女士的话说，巴黎北部将出现一个一流的社会科学集群，培养人类学家克勞德·李維-史陀、地理学家費爾南·布勞岱爾和社会学家阿兰·图雷纳的“继承人”。此即奥贝维利埃校园计划，将建在塞纳-圣但尼省，主要包括巴黎一大、八大、十三大和法国社会科学高等研究院(EHESS)。

## 历史
1947年11月3日，高等實踐學院第六部創立。第六部首先由歷史學者呂西安·費夫爾領導，1956年之後則由歷史學者費爾南·布勞岱爾接手。這個機構在1960年代成為跨學科與方法論反思的中心。1972年，歷史學者雅克·勒高夫繼承布勞岱爾的位子。
1975年，第六部從高等實踐學院獨立出來，成為了社會科學高等學院，並被授權給予國家博士學位的資格。此後，社會科學高等學院擁有大量的研究中心，範圍覆蓋了社會科學所有的領域：历史学、社会学、經濟学、社會心理學、人類學等等。歷史學者弗朗索瓦·福雷於1977年接任院長。

## 知名成員
- 菲利浦·阿希葉（英语：Philippe Ariès）
- 羅蘭·巴特
- 雷蒙·阿隆
- 皮耶·布迪厄
- 費爾南·布勞岱爾
- 侯歇·夏提葉（英语：Roger Chartier）
- 雅克·德希達
- 呂西安·費夫爾
- 弗朗索瓦·福雷
- 雅克·勒高夫
- 厄斯特·拉布魯斯（英语：Ernest Labrousse）
- 埃马纽埃尔·勒鲁瓦·拉迪里
- 皮埃尔·诺拉
- 丹尼爾·羅歇（英语：Daniel Roche）
- 阿蘭·圖賴訥
- 皮埃爾·霍桑瓦隆（英语：Pierre Rosanvallon）